# 社会現象
社会現象（しゃかいげんしょう）とは、社会全体あるいは特定の社会・集団で見られる現象（行動・行為・状況など）である。専門に扱う学術分野（学問）としては社会学がある。
「社会現象」という日本語は、social phenomenon という英語の訳として用いられることがあり、Social phenomenon あるいは Phenomenon は、世間を驚かせるような大成功、大流行という意味で用いられることがある。
社会現象は、主に人間の社会において大きなブームが発生した際に観測される各々の現象である。対義語として、否定的な事象に関しては「社会問題」という語が用いられる。